# Îles Balleny
Pour les articles homonymes, voir Balleny.
Les îles Balleny sont un archipel de l’océan Pacifique qui forment une chaîne d’îles volcaniques inhabitées.

## Géographie

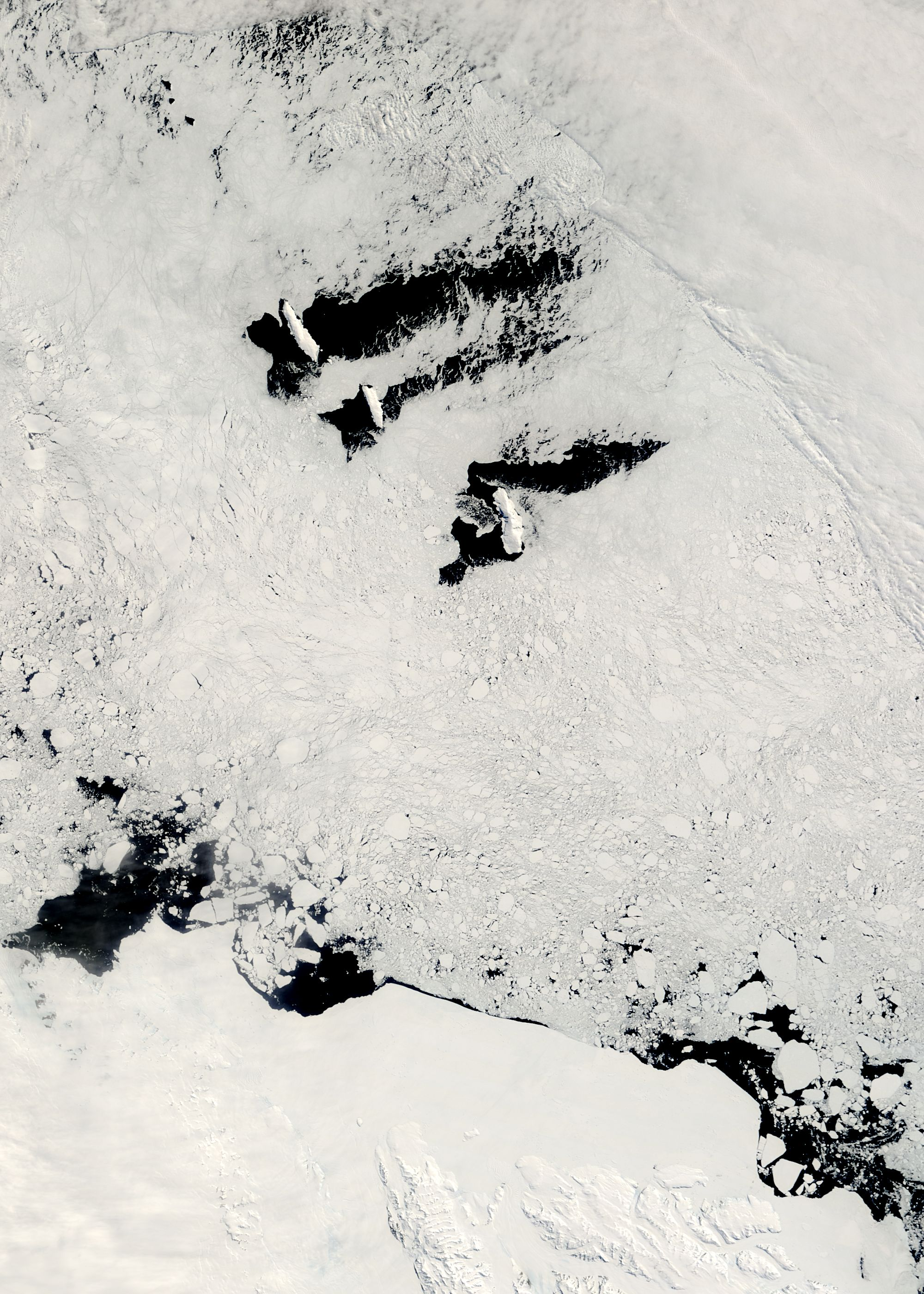
Image satellite des îles Balleny.

Les îles Balleny s’étendent depuis 66°15′ jusqu’à 67°35′ S et de 162°15′ jusqu’à 165°00′ E, sur 180 km selon une direction Nord-Ouest / Sud-Est. L'île Sturge, la plus méridionale de l'archipel, est distante de 313 km au nord-est des environs de Knight Nunatak (en), un piton rocheux du continent antarctique en bordure de la mer de Somov. Pour la plupart d’origine volcanique, les îles sont pour l’essentiel recouvertes de glaciers.
L’archipel contient trois îles principales, l’île Young, l’île Buckle et l’île Sturge, et plusieurs petites îles, l’île Row, l'île Borradaile, l’île Sabrina et le Monolithe.
Le cercle polaire antarctique passe dans le sud de l'île Row, elle-même située à six kilomètres au sud-est de l'île Young.
La superficie totale de l’archipel atteint 816 km2. Le point culminant est le Pic Brown sur l’île Sturge, 1 524 m, un stratovolcan jamais encore escaladé.
Les îles Buckle et Sabrina hébergent plusieurs colonies de manchots Adélie et à jugulaire.

## Histoire
L’archipel fut repéré par les capitaines de baleiniers anglais John Balleny et Thomas Freeman en 1839 ; Freeman fut la première personne à débarquer sur l’archipel, le 9 février 1839, et ainsi la première personne à poser le pied sur une terre située au Sud du cercle polaire antarctique.
En 1850, à bord du Brisk, suivant une route plus méridionale que Charles Wilkes, Phillip Tapsell redécouvre les îles Balleny mais n'aperçoit pas l'Antarctique.
La Nouvelle-Zélande considère que les îles Balleny font partie de la dépendance de Ross, dont elle réclame la souveraineté.
Le 25 mars 1998, un séisme de magnitude 8,1 se produit près de la dorsale sud-est indienne à environ 700 kilomètres au nord-ouest des îles Balleny.